# Max Hüske
Max G. Hüske (* 30. August 1901 in Charlottenburg; † 19. August 1969 in Berg am Starnberger See) war ein deutscher Filmproduktionsleiter und -herstellungsleiter.

## Leben und Wirken
Der gebürtige Berlin-Charlottenburger erhielt nach seinem Volksschulabschluss eine Ausbildung zum kaufmännischen Handlungsgehilfen. Während der Weimarer Republik war Hüske beim Film in den unterschiedlichsten Bereichen (z. B. 1932 als Fabrikationsleiter bei Luis Trenkers Der Rebell) tätig. 
Zum Jahresbeginn 1933 wurde er von der Terra Film zum Produktionsleiter bestellt. Später war Max Hüske an der Herstellung einiger zentraler Trenker- (Der Kaiser von Kalifornien, Condottieri) und Riefenstahl-Filme (Tiefland) beteiligt. In den späten 30er Jahren hielt sich Hüske häufig in Rom auf, wo er unter anderem mehrere Sängerfilme mit Stars wie Beniamino Gigli (Mutterlied), Maria Cebotari (Mutterlied, Premiere der Butterfly) und Johannes Heesters (Das Abenteuer geht weiter) beaufsichtigte.
Nach dem Krieg ließ sich Hüske zunächst in Wiesbaden, später in München nieder. Auch in den 50er Jahren blieb Max Hüske Operettenstoffen (Maske in Blau) treu, übernahm aber auch die Produktionsleitung bei Geschichten, die Musik mit melodramatischen Inhalten kombinierten (Ave Maria, Komm zurück).

## Filme als Produktionsleiter (Auswahl)
- 1933: Anna und Elisabeth
- 1933: Wenn am Sonntagabend die Dorfmusik spielt
- 1934: Wilhelm Tell
- 1934: Die große Chance
- 1934: Schützenkönig wird der Felix
- 1934: Grüß mir die Lore noch einmal
- 1936: Der Kaiser von Kalifornien
- 1937: Condottieri
- 1937: Gauner im Frack
- 1937: Der Mann, der nicht 'nein' sagen kann
- 1937: Mutterlied
- 1938: Das Abenteuer geht weiter
- 1939: Schreck in der Abendstunde (Kurzfilm)
- 1939: Premiere der Butterfly
- 1940/54: Tiefland
- 1943: Komm zu mir zurück
- 1944: Schicksal am Strom
- 1944/47: Umwege zu Dir
- 1950: König für eine Nacht
- 1953: Maske in Blau
- 1953: Ave Maria
- 1953: Komm zurück